# نوبيوكا (ميازاكي)
مدينة نوبيوكا (بالإنجليزية: Nobeoka)‏ هي أحد المدن التابعة لمحافظة ميازاكي. تأسست رسميًا في 11/02/1933. ويقدر عدد سكانها بـ 132480 نسمة حسب تقدير مكتب الإحصاء الياباني لعام 2012. تبلغ مساحة نوبيوكا 867.97 كم2. بكثافة سكانية تبلغ 153 نسمة/كم2.

## المناخ
يظهر الجدول التالي التغييرات المناخية على مدار السنة لنوبيوكا:
| البيانات المناخية لـنوبيوكا               | البيانات المناخية لـنوبيوكا | البيانات المناخية لـنوبيوكا | البيانات المناخية لـنوبيوكا | البيانات المناخية لـنوبيوكا | البيانات المناخية لـنوبيوكا | البيانات المناخية لـنوبيوكا | البيانات المناخية لـنوبيوكا | البيانات المناخية لـنوبيوكا | البيانات المناخية لـنوبيوكا | البيانات المناخية لـنوبيوكا | البيانات المناخية لـنوبيوكا | البيانات المناخية لـنوبيوكا | البيانات المناخية لـنوبيوكا |
| الشهر                                     | يناير                       | فبراير                      | مارس                        | أبريل                       | مايو                        | يونيو                       | يوليو                       | أغسطس                       | سبتمبر                      | أكتوبر                      | نوفمبر                      | ديسمبر                      | المعدل السنوي               |
| ----------------------------------------- | --------------------------- | --------------------------- | --------------------------- | --------------------------- | --------------------------- | --------------------------- | --------------------------- | --------------------------- | --------------------------- | --------------------------- | --------------------------- | --------------------------- | --------------------------- |
| الدرجة القصوى °م (°ف)                     | 23.5 (74.3)                 | 26.1 (79.0)                 | 29.7 (85.5)                 | 29.6 (85.3)                 | 33.3 (91.9)                 | 36.0 (96.8)                 | 38.5 (101.3)                | 38.4 (101.1)                | 35.2 (95.4)                 | 32.5 (90.5)                 | 29.5 (85.1)                 | 23.3 (73.9)                 | 38.5 (101.3)                |
| متوسط درجة الحرارة الكبرى °م (°ف)         | 12.4 (54.3)                 | 13.5 (56.3)                 | 16.2 (61.2)                 | 20.8 (69.4)                 | 24.1 (75.4)                 | 26.5 (79.7)                 | 30.3 (86.5)                 | 31.2 (88.2)                 | 28.5 (83.3)                 | 24.2 (75.6)                 | 19.3 (66.7)                 | 14.6 (58.3)                 | 21.8 (71.2)                 |
| المتوسط اليومي °م (°ف)                    | 6.6 (43.9)                  | 7.7 (45.9)                  | 10.7 (51.3)                 | 15.3 (59.5)                 | 19.1 (66.4)                 | 22.3 (72.1)                 | 26.1 (79.0)                 | 26.7 (80.1)                 | 23.8 (74.8)                 | 18.7 (65.7)                 | 13.5 (56.3)                 | 13.5 (56.3)                 | 16.6 (61.9)                 |
| متوسط درجة الحرارة الصغرى °م (°ف)         | 1.5 (34.7)                  | 2.5 (36.5)                  | 5.7 (42.3)                  | 10.2 (50.4)                 | 14.6 (58.3)                 | 18.8 (65.8)                 | 22.7 (72.9)                 | 23.2 (73.8)                 | 20.1 (68.2)                 | 14.2 (57.6)                 | 8.7 (47.7)                  | 3.4 (38.1)                  | 12.1 (53.8)                 |
| أدنى درجة حرارة °م (°ف)                   | −7.2 (19.0)                 | −6.6 (20.1)                 | −3.9 (25.0)                 | −1.7 (28.9)                 | 4.2 (39.6)                  | 10.2 (50.4)                 | 14.7 (58.5)                 | 16.5 (61.7)                 | 8.6 (47.5)                  | 3.0 (37.4)                  | −2.4 (27.7)                 | −5.5 (22.1)                 | −7.2 (19.0)                 |
| الهطول مم (إنش)                           | 53.7 (2.11)                 | 74.1 (2.92)                 | 164.3 (6.47)                | 214.5 (8.44)                | 242.9 (9.56)                | 354.3 (13.95)               | 264.4 (10.41)               | 269.8 (10.62)               | 334.8 (13.18)               | 180.0 (7.09)                | 94.6 (3.72)                 | 50.3 (1.98)                 | 2٬292٫1 (90.24)             |
| متوسط الرطوبة النسبية (%)                 | 63                          | 63                          | 67                          | 70                          | 76                          | 83                          | 83                          | 82                          | 80                          | 74                          | 72                          | 66                          | 73                          |
| ساعات سطوع الشمس الشهرية                  | 188.6                       | 172.4                       | 173.7                       | 183.3                       | 179.7                       | 137.1                       | 194.2                       | 202.2                       | 157.6                       | 177.9                       | 166.8                       | 191.3                       | 2٬125٫2                     |
| المصدر #1: وكالة الأرصاد الجوية اليابانية |                             |                             |                             |                             |                             |                             |                             |                             |                             |                             |                             |                             |                             |
| المصدر #2: Japan Meteorological Agency    |                             |                             |                             |                             |                             |                             |                             |                             |                             |                             |                             |                             |                             |

## أعلام
- تاكيشي ماتسودا
- موتومو أزاكي
- ميزوهو فوكوشيما